# بيل تورنر (لاعب كرة قدم)
بيل تورنر (بالإنجليزية: Bill Turner)‏ (22 ديسمبر 1894 في المملكة المتحدة - 1970) هو لاعب كرة قدم بريطاني (وحمل سابقاً جنسية المملكة المتحدة لبريطانيا العظمى وأيرلندا) في مركز الوسط. لعب مع كوينز بارك رينجرز ونادي بوري ونادي ساوثهامبتون.